# Vall d'Umba
La vall d'Umba és una àrea geogràfica de Tanzània i l'única font del món de safirs umba. El riu Umba flueix a través de la vall d'Umba. Específicament, la vall d'Umba es troba al nord de les muntanyes Usambara de la regió de Tanga, en Tanzània.